# National Provincial Championship Division 3 1990
La National Provincial Championship Division 3 1990 fue la sexta edición de la tercera división del principal torneo de rugby de Nueva Zelanda.

## Sistema de disputa
Los equipos enfrentan a los equipos restantes de su zona en una sola ronda.
- El equipo que finaliza en la primera posición al finalizar el torneo se corona campeón y asciende directamente a la Segunda División.

## Clasificación
Tabla de posiciones
| Pos. | Equipo           | Encuentros | Encuentros | Encuentros | Encuentros | Tantos | Tantos | Tantos | PB | PB | Puntos |
| Pos. | Equipo           | PJ         | PG         | PE         | PP         | F      | C      | Dif    | BO | BD | Puntos |
| ---- | ---------------- | ---------- | ---------- | ---------- | ---------- | ------ | ------ | ------ | -- | -- | ------ |
| 1.º  | Thames Valley    | 7          | 7          | 0          | 0          | 247    | 41     | +206   | 0  | 0  | 28     |
| 2.º  | Horowhenua       | 7          | 6          | 0          | 1          | 144    | 67     | +77    | 0  | 2  | 24     |
| 3.º  | South Canterbury | 7          | 5          | 0          | 2          | 194    | 113    | +84    | 0  | 1  | 21     |
| 4.º  | Nelson Bays      | 7          | 4          | 0          | 3          | 121    | 120    | +1     | 0  | 0  | 16     |
| 5.º  | West Coast       | 7          | 2          | 0          | 5          | 74     | 132    | -58    | 0  | 1  | 9      |
| 6.º  | Buller           | 7          | 2          | 0          | 5          | 84     | 178    | -94    | 0  | 1  | 9      |
| 7.º  | East Coast       | 7          | 1          | 0          | 6          | 47     | 157    | -110   | 0  | 1  | 5      |
| 8.º  | North Otago      | 7          | 1          | 0          | 6          | 58     | 161    | -103   | 0  | 0  | 4      |

|  | Campeón, asciende a Segunda División. |

| Bandera de Nueva Zelanda |
| Campeón Thames Valley    |
| Segundo título           |